# Campoletis incompleta
Campoletis incompleta là một loài tò vò trong họ Ichneumonidae.